# Temporada de MotoGP de 2020
A Temporada do Campeonato Mundial de Motovelocidade de 2020 foi a 72ª edição do campeonato promovido pela F.I.M.. O calendário de 2020 tinha inicialmente 20 corridas para todas as categorias, mas, devido ao avanço  Pandemia de COVID-19, acabou por sofrer várias alterações. O Grande Prémio do Catar foi cancelado em cima da hora para a categoria de MotoGP, após a imposição de restrições de viagem por parte das autoridades locais, a passageiros vindos de Itália (as restantes categorias puderam realizar as suas provas, umas vez que as equipas que nelas competem, já se encontravam no país quando as restrições foram impostas). Devido ao avançar e prolongar da pandemia, vários outros Grandes Prémios foram adiados e até mesmo cancelados.
No dia 1 de julho, foi anunciado pelos promotores a intenção de até meados de Novembro, realizar apenas provas na Europa, provocando assim o cancelamento imediato do GP no Japão, que se deveria realizar em meados de Outubro. Tailândia e Malásia também deverão ver as suas provas serem adiadas/canceladas.
O espanhol Joan Mir, da Suzuki, sagrou-se campeão após chegar em 7º lugar no Grande Prémio da Comunidade Valenciana, encerrando um jejum de 20 anos sem títulos da equipe japonesa, quando Kenny Roberts Jr. conquistou o campeonato em 2000.

## Calendário
| –                    | 6-8 de março                | Grande Prémio do Catar Apenas Moto2 e Moto3 | Circuito Internacional de Lusail, Lusail                |
| 1                    | 17-19 de julho              | Grande Prémio de Espanha                    | Circuito de Jerez, Jerez de la Frontera                 |
| 2                    | 24-26 de julho              | Grande Prémio da Andaluzia                  | Circuito de Jerez, Jerez de la Frontera                 |
| 3                    | 7-9 de agosto               | Grande Prémio da Chéquia                    | Circuito Masaryk, Brno                                  |
| 4                    | 14-16 de agosto             | Grande Prémio da Áustria                    | Red Bull Ring, Spielberg                                |
| 5                    | 21-23 de agosto             | Grande Prémio da Estíria                    | Red Bull Ring, Spielberg                                |
| 6                    | 11-13 de setembro           | Grande Prémio de San Marino                 | Misano World Circuit Marco Simoncelli, Misano Adriatico |
| 7                    | 18-20 de setembro           | Grande Prémio da Emília-Romanha             | Misano World Circuit Marco Simoncelli, Misano Adriatico |
| 8                    | 25-27 de setembro           | Grande Prémio da Catalunha                  | Circuito de Barcelona-Catalunha, Montmeló               |
| 9                    | 9-11 de outubro             | Grande Prémio de França                     | Le Mans Bugatti, Maine                                  |
| 10                   | 16-18 de outubro            | Grande Prémio de Aragão                     | Motorland Aragon, Alcañiz                               |
| 11                   | 23-25 de outubro            | Grande Prémio de Teruel                     | Motorland Aragon, Alcañiz                               |
| 12                   | 6-8 de novembro             | Grande Prémio da Europa                     | Circuito Ricardo Tormo, Valência                        |
| 13                   | 13-15 de novembro           | Grande Prémio da Comunidade Valenciana      | Circuito Ricardo Tormo, Valência                        |
| 14                   | 20-22 de novembro           | Grande Prêmio de Portugal                   | Autódromo Internacional do Algarve, Portimão            |
| Corridas canceladas: |                             |                                             |                                                         |
| –                    | 29-31 de maio,              | Grande Prémio da Itália                     | Mugello Circuit, Florença                               |
| –                    | 19-21 de junho              | Grande Prémio da Alemanha                   | Sachsenring, Hohenstein-Ernstthal                       |
| –                    | 26-28 de junho              | Grande Prémio da Holanda                    | TT Circuit Assen, Assen                                 |
| –                    | 10-12 de julho              | Grande Prémio da Finlândia                  | Kymi Ring, Iitti                                        |
| –                    | 28-30 de agosto             | Grande Prémio do Reino Unido                | Circuito de Silverstone, Silverstone                    |
| –                    | 2-4 de outubro              | Grande Prémio da Tailândia                  | Buriram International Circuit, Buriram                  |
| –                    | 16-18 de outubro            | Grande Prémio do Japão                      | Twin Ring Motegi, Motegi                                |
| –                    | 23-25 de outubro            | Grande Prémio da Austrália                  | Phillip Island Grand Prix Circuit, Melbourne            |
| –                    | 30 de outubro-1 de novembro | Grande Prémio da Malásia                    | Circuito Internacional de Sepang, Selangor              |
| –                    | 13-15 de novembro,          | Grande Prémio das Américas                  | COTA, Austin                                            |
| –                    | 20-22 de novembro           | Grande Prémio da Argentina                  | Autódromo Termas de Río Hondo, Santiago del Estero      |

* Número de prova para o MotoGP. Para Moto2 e Moto3, acresce mais um número, com a corrida do Catar a ser a prova nº1.

## Resultados
| Prova * | Grande Prémio                          | Vencedor MotoGP   | Vencedor Moto2    | Vencedor Moto3   | Relatório |
| ------- | -------------------------------------- | ----------------- | ----------------- | ---------------- | --------- |
| -       | Grande Prêmio do Catar                 | Cancelado         | Tetsuta Nagashima | Albert Arenas    | Detalhes  |
| 1       | Grande Prêmio da Espanha               | Fabio Quartararo  | Luca Marini       | Albert Arenas    | Detalhes  |
| 2       | Grande Prêmio da Andaluzia             | Fabio Quartararo  | Enea Bastianini   | Tatsuki Suzuki   | Detalhes  |
| 3       | Grande Prêmio da Chéquia               | Brad Binder       | Enea Bastianini   | Dennis Foggia    | Detalhes  |
| 4       | Grande Prêmio da Áustria               | Andrea Dovizioso  | Jorge Martín      | Albert Arenas    | Detalhes  |
| 5       | Grande Prémio da Estíria               | Miguel Oliveira   | Marco Bezzecchi   | Celestino Vietti | Detalhes  |
| 6       | Grande Prêmio de San Marino            | Franco Morbidelli | Luca Marini       | John McPhee      | Detalhes  |
| 7       | Grande Prêmio de Emília-Romanha        | Maverick Viñales  | Enea Bastianini   | Romano Fenati    | Detalhes  |
| 8       | Grande Prêmio da Catalunha             | Fabio Quartararo  | Luca Marini       | Darryn Binder    | Detalhes  |
| 9       | Grande Prêmio de França                | Danilo Petrucci   | Sam Lowes         | Celestino Vietti | Detalhes  |
| 10      | Grande Prêmio de Aragão                | Álex Rins         | Sam Lowes         | Jaume Masiá      | Detalhes  |
| 11      | Grande Prêmio de Teruel                | Franco Morbidelli | Sam Lowes         | Jaume Masiá      | Detalhes  |
| 12      | Grande Prêmio da Europa                | Joan Mir          | Marco Bezzecchi   | Raúl Fernández   | Detalhes  |
| 13      | Grande Prémio da Comunidade Valenciana | Franco Morbidelli | Jorge Martín      | Tony Arbolino    | Detalhes  |
| 14      | Grande Prêmio de Portugal              | Miguel Oliveira   | Remy Gardner      | Raúl Fernández   | Detalhes  |

* Número de prova para o MotoGP. Para Moto2 e Moto3, acresce mais um número, com a corrida do Catar a ser a prova nº1.

## MotoGP

### Pilotos e Equipas[34]
| Equipe                                                       | Construtor | Moto             | Nº | Piloto            | Rodadas    |
| ------------------------------------------------------------ | ---------- | ---------------- | -- | ----------------- | ---------- |
| Aprilia Racing Team Gresini                                  | Aprilia    | RS-GP            | 32 | Lorenzo Savadori  | 12–14      |
| Aprilia Racing Team Gresini                                  | Aprilia    | RS-GP            | 38 | Bradley Smith     | 1–11       |
| Aprilia Racing Team Gresini                                  | Aprilia    | RS-GP            | 41 | Aleix Espargaró   | Todas      |
| Reale Avintia Racing Hublot Reale Avintia Esponsorama Racing | Ducati     | Desmosedici GP19 | 5  | Johann Zarco      | Todas      |
| Reale Avintia Racing Hublot Reale Avintia Esponsorama Racing | Ducati     | Desmosedici GP19 | 53 | Tito Rabat        | Todas      |
| Ducati Team                                                  | Ducati     | Desmosedici GP20 | 04 | Andrea Dovizioso  | Todas      |
| Ducati Team                                                  | Ducati     | Desmosedici GP20 | 9  | Danilo Petrucci   | Todas      |
| Pramac Racing                                                | Ducati     | Desmosedici GP20 | 43 | Jack Miller       | Todas      |
| Pramac Racing                                                | Ducati     | Desmosedici GP20 | 51 | Michele Pirro     | 4–5        |
| Pramac Racing                                                | Ducati     | Desmosedici GP20 | 63 | Francesco Bagnaia | 1–3, 6–14  |
| LCR Honda Idemitsu LCR Honda Castrol                         | Honda      | RC213V           | 30 | Takaaki Nakagami  | Todas      |
| LCR Honda Idemitsu LCR Honda Castrol                         | Honda      | RC213V           | 35 | Cal Crutchlow     | 1–6, 8–14  |
| Repsol Honda Team                                            | Honda      | RC213V           | 6  | Stefan Bradl      | 3–14       |
| Repsol Honda Team                                            | Honda      | RC213V           | 73 | Álex Márquez      | Todas      |
| Repsol Honda Team                                            | Honda      | RC213V           | 93 | Marc Márquez      | 1–2        |
| Red Bull KTM Factory Racing                                  | KTM        | RC16             | 33 | Brad Binder       | Todas      |
| Red Bull KTM Factory Racing                                  | KTM        | RC16             | 44 | Pol Espargaró     | Todas      |
| Red Bull KTM Tech3                                           | KTM        | RC16             | 27 | Iker Lecuona      | 1–11, 13   |
| Red Bull KTM Tech3                                           | KTM        | RC16             | 82 | Mika Kallio       | 14         |
| Red Bull KTM Tech3                                           | KTM        | RC16             | 88 | Miguel Oliveira   | Todas      |
| Team Suzuki Ecstar                                           | Suzuki     | GSX-RR           | 36 | Joan Mir          | Todas      |
| Team Suzuki Ecstar                                           | Suzuki     | GSX-RR           | 42 | Álex Rins         | Todas      |
| Monster Energy Yamaha MotoGP                                 | Yamaha     | YZR-M1           | 12 | Maverick Viñales  | Todas      |
| Monster Energy Yamaha MotoGP                                 | Yamaha     | YZR-M1           | 31 | Garrett Gerloff   | 12         |
| Monster Energy Yamaha MotoGP                                 | Yamaha     | YZR-M1           | 46 | Valentino Rossi   | 1–9, 12–14 |
| Petronas Yamaha SRT                                          | Yamaha     | YZR-M1           | 20 | Fabio Quartararo  | Todas      |
| Petronas Yamaha SRT                                          | Yamaha     | YZR-M1           | 21 | Franco Morbidelli | Todas      |
| Referências:                                                 |            |                  |    |                   |            |

| Legenda               |
| --------------------- |
| Piloto Regular        |
| Piloto Rookie/Regular |
| Piloto Wildcard       |
| Piloto Substituto     |
| * Piloto a definir    |

### Classificação de pilotos
Sistema de Pontuação
São atribuídos pontos aos 15 pilotos mais bem classificados que terminem a corrida.
| Posição | 1° | 2° | 3° | 4° | 5° | 6° | 7° | 8° | 9° | 10° | 11° | 12° | 13° | 14° | 15° |
| Pontos  | 25 | 20 | 16 | 13 | 11 | 10 | 9  | 8  | 7  | 6   | 5   | 4   | 3   | 2   | 1   |

| #      | Piloto            | Construtor | Equipe                       | ESP  | ANC | CZE | AUT  | STY | SMR | EMI  | CAT | FRA | ARA | TER  | EUR | VAL | POR | Pts |
| ------ | ----------------- | ---------- | ---------------------------- | ---- | --- | --- | ---- | --- | --- | ---- | --- | --- | --- | ---- | --- | --- | --- | --- |
| 1      | Joan Mir          | Suzuki     | Team Suzuki Ecstar           | Ret  | 5   | Ret | 2    | 4   | 3   | 2    | 2   | 11  | 3   | 3    | 1   | 7   | Ret | 171 |
| 2      | Franco Morbidelli | Yamaha     | Petronas Yamaha SRT          | 5    | Ret | 2   | Ret  | 15  | 1   | 9    | 4P  | Ret | 6   | 1F   | 11  | 1P  | 3   | 158 |
| 3      | Álex Rins         | Suzuki     | Team Suzuki Ecstar           | DNS  | 10  | 4   | RetF | 6   | 5   | 12   | 3   | Ret | 1F  | 2    | 2   | 4   | 15  | 139 |
| 4      | Andrea Dovizioso  | Ducati     | Ducati Team                  | 3    | 6   | 11  | 1    | 5   | 7   | 8    | Ret | 4   | 7   | 13   | 8   | 8   | 6   | 135 |
| 5      | Pol Espargaró     | KTM        | Red Bull KTM Factory Racing  | 6    | 7   | Ret | Ret  | 3PF | 10  | 3    | Ret | 3   | 12  | 4    | 3P  | 3   | 4   | 135 |
| 6      | Maverick Viñales  | Yamaha     | Monster Energy Yamaha MotoGP | 2    | 2   | 14  | 10P  | Ret | 6P  | 1P   | 9   | 10  | 4   | 7    | 13  | 10  | 11  | 132 |
| 7      | Jack Miller       | Ducati     | Pramac Racing                | 4    | Ret | 9   | 3    | 2   | 8   | Ret  | 5   | Ret | 9   | Ret  | 6   | 2F  | 2   | 132 |
| 8      | Fabio Quartararo  | Yamaha     | Petronas Yamaha SRT          | 1P   | 1PF | 7   | 8    | 13  | Ret | 4    | 1F  | 9P  | 18P | 8    | 14  | Ret | 14  | 127 |
| 9      | Miguel Oliveira   | KTM        | Red Bull KTM Tech3           | 8    | Ret | 6   | Ret  | 1   | 11  | 5    | Ret | 6   | 16  | 6    | 5   | 6   | 1PF | 125 |
| 10     | Takaaki Nakagami  | Honda      | LCR Honda Idemitsu           | 10   | 4   | 8   | 6    | 7   | 9   | 6    | 7   | 7   | 5   | RetP | 4   | Ret | 5   | 116 |
| 11     | Brad Binder       | KTM        | Red Bull KTM Factory Racing  | 13   | Ret | 1F  | 4    | 8   | 12  | Ret  | 11  | 12  | 11  | Ret  | 7F  | 5   | Ret | 87  |
| 12     | Danilo Petrucci   | Ducati     | Ducati Team                  | 9    | Ret | 12  | 7    | 11  | 16  | 10   | 8   | 1   | 15  | 10   | 10  | 15  | 16  | 78  |
| 13     | Johann Zarco      | Ducati     | Esponsorama Racing           | 11   | 9   | 3P  | Ret  | 14  | 15  | 11   | Ret | 5F  | 10  | 5    | 9   | Ret | 10  | 77  |
| 14     | Álex Márquez      | Honda      | Repsol Honda Team            | 12   | 8   | 15  | 14   | 16  | 17  | 7    | 13  | 2   | 2   | Ret  | Ret | 16  | 9   | 74  |
| 15     | Valentino Rossi   | Yamaha     | Monster Energy Yamaha MotoGP | Ret  | 3   | 5   | 5    | 9   | 4   | Ret  | Ret | Ret |     |      | Ret | 12  | 12  | 66  |
| 16     | Francesco Bagnaia | Ducati     | Pramac Racing                | 7    | Ret | DNS |      |     | 2F  | RetF | 6   | 13  | Ret | Ret  | Ret | 11  | Ret | 47  |
| 17     | Aleix Espargaró   | Aprilia    | Aprilia Racing Team Gresini  | Ret  | Ret | 10  | 11   | 12  | 13  | Ret  | 12  | 14  | 13  | Ret  | Ret | 9   | 8   | 42  |
| 18     | Cal Crutchlow     | Honda      | LCR Honda Castrol            | DNS  | 13  | 13  | 15   | 17  | DNS |      | 10  | Ret | 8   | 11   | Ret | 13  | 13  | 32  |
| 19     | Stefan Bradl      | Honda      | Repsol Honda Team            |      |     | 18  | 17   | 18  | 18  | DNS  | 17  | 8   | 17  | 12   | 12  | 14  | 7   | 27  |
| 20     | Iker Lecuona      | KTM        | Red Bull KTM Tech3           | Ret  | Ret | Ret | 9    | 10  | 14  | Ret  | 14  | 15  | 14  | 9    |     | WD  |     | 27  |
| 21     | Bradley Smith     | Aprilia    | Aprilia Racing Team Gresini  | 15   | 12  | 17  | 13   | 19  | 19  | 13   | 16  | Ret | 19  | 15   |     |     |     | 12  |
| 22     | Tito Rabat        | Ducati     | Esponsorama Racing           | 14   | 11  | 16  | 16   | 21  | Ret | Ret  | 15  | Ret | 20  | 14   | Ret | 17  | 18  | 10  |
| 23     | Michele Pirro     | Ducati     | Pramac Racing                |      |     |     | 12   | 20  |     |      |     |     |     |      |     |     |     | 4   |
|        | Mika Kallio       | KTM        | Red Bull KTM Tech3           |      |     |     |      |     |     |      |     |     |     |      |     |     | 17  | 0   |
|        | Lorenzo Savadori  | Aprilia    | Aprilia Racing Team Gresini  |      |     |     |      |     |     |      |     |     |     |      | Ret | 18  | Ret | 0   |
|        | Marc Márquez      | Honda      | Repsol Honda Team            | RetF | DNS |     |      |     |     |      |     |     |     |      |     |     |     | 0   |
|        | Garrett Gerloff   | Yamaha     | Monster Energy Yamaha MotoGP |      |     |     |      |     |     |      |     |     |     |      | WD  |     |     | 0   |
| #      | Piloto            | Construtor | Equipe                       | ESP  | ANC | CZE | AUT  | STY | SMR | EMI  | CAT | FRA | ARA | TER  | EUR | VAL | POR | Pts |
| Fonte: |                   |            |                              |      |     |     |      |     |     |      |     |     |     |      |     |     |     |     |

| Cor        | Resultado                  |
| ---------- | -------------------------- |
| Ouro       | Vencedor                   |
| Prata      | 2º lugar                   |
| Bronze     | 3º lugar                   |
| Verde      | Terminou, nos pontos       |
| Azul       | Terminou, sem pontos       |
| Azul       | Não classificado (NC)      |
| Púrpura    | Retirou-se (Ret)           |
| Vermelho   | Não qualificado (DNQ)      |
| Vermelho   | Não pré-qualificado (DNPQ) |
| Preto      | Desqualificado (DSQ)       |
| Branco     | Não largou (DNS)           |
| Branco     | Desistiu (WD)              |
| Branco     | Corrida Cancelada (C)      |
| Sem cor    | Não participou (DNP)       |
| Sem cor    | Não chegou (DNA)           |
| Sem cor    | Excluído (EX)              |
| Azul claro | Rookie                     |

### Classificação de Construtores
| # | Construtor | ESP | ANC | CZE | AUT | STY | SMR | EMI | CAT | FRA | ARA | TER | EUR | VAL | POR | Pts |
| - | ---------- | --- | --- | --- | --- | --- | --- | --- | --- | --- | --- | --- | --- | --- | --- | --- |
| 1 | Ducati     | 3   | 6   | 3   | 1   | 2   | 2   | 8   | 5   | 1   | 7   | 5   | 6   | 2   | 2   | 221 |
| 2 | Yamaha     | 1   | 1   | 2   | 5   | 9   | 1   | 1   | 1   | 9   | 4   | 1   | 11  | 1   | 3   | 204 |
| 3 | Suzuki     | Ret | 5   | 4   | 2   | 4   | 3   | 2   | 2   | 11  | 1   | 2   | 1   | 4   | 15  | 202 |
| 4 | KTM        | 6   | 7   | 1   | 4   | 1   | 10  | 3   | 11  | 3   | 11  | 4   | 3   | 3   | 1   | 200 |
| 5 | Honda      | 10  | 4   | 8   | 6   | 7   | 9   | 6   | 7   | 2   | 2   | 11  | 4   | 13  | 5   | 144 |
| 6 | Aprilia    | 15  | 12  | 10  | 11  | 12  | 13  | 13  | 12  | 14  | 13  | 15  | Ret | 9   | 8   | 51  |
| # | Construtor | ESP | ANC | CZE | AUT | STY | SMR | EMI | CAT | FRA | ARA | TER | EUR | VAL | POR | Pts |

### Classificação de Equipas
| #  | Equipa                       | Moto No. | ESP  | ANC | CZE | AUT  | STY | SMR | EMI  | CAT | FRA | ARA | TER  | EUR | VAL | POR | Pts |
| -- | ---------------------------- | -------- | ---- | --- | --- | ---- | --- | --- | ---- | --- | --- | --- | ---- | --- | --- | --- | --- |
| 1  | Team SUZUKI ECSTAR           | 36       | Ret  | 5   | Ret | 2    | 4   | 3   | 2    | 2   | 11  | 3   | 3    | 1   | 7   | Ret | 310 |
| 1  | Team SUZUKI ECSTAR           | 42       | DNS  | 10  | 4   | RetF | 6   | 5   | 12   | 3   | Ret | 1F  | 2    | 2   | 4   | 15  | 310 |
| 2  | Petronas Yamaha SRT          | 20       | 1P   | 1PF | 7   | 8    | 13  | Ret | 4    | 1F  | 9P  | 18P | 8    | 14  | Ret | 14  | 248 |
| 2  | Petronas Yamaha SRT          | 21       | 5    | Ret | 2   | Ret  | 15  | 1   | 9    | 4P  | Ret | 6   | 1F   | 11  | 1P  | 3   | 248 |
| 3  | Red Bull KTM Factory Racing  | 33       | 13   | Ret | 1F  | 4    | 8   | 12  | Ret  | 11  | 12  | 11  | Ret  | 7F  | 5   | Ret | 222 |
| 3  | Red Bull KTM Factory Racing  | 44       | 6    | 7   | Ret | Ret  | 3PF | 10  | 3    | Ret | 3   | 12  | 4    | 3P  | 3   | 4   | 222 |
| 4  | Ducati Team                  | 04       | 3    | 6   | 11  | 1    | 5   | 7   | 8    | Ret | 4   | 7   | 13   | 8   | 8   | 6   | 213 |
| 4  | Ducati Team                  | 9        | 9    | Ret | 12  | 7    | 11  | 16  | 10   | 8   | 1   | 15  | 10   | 10  | 15  | 16  | 213 |
| 5  | Pramac Racing                | 43       | 4    | Ret | 9   | 3    | 2   | 8   | Ret  | 5   | Ret | 9   | Ret  | 6   | 2F  | 2   | 183 |
| 5  | Pramac Racing                | 51       |      |     |     | 12   | 20  |     |      |     |     |     |      |     |     |     | 183 |
| 5  | Pramac Racing                | 63       | 7    | Ret | DNS |      |     | 2F  | RetF | 6   | 13  | Ret | Ret  | Ret | 11  | Ret | 183 |
| 6  | Monster Energy Yamaha MotoGP | 12       | 2    | 2   | 14  | 10P  | Ret | 6P  | 1P   | 9   | 10  | 4   | 7    | 13  | 10  | 11  | 178 |
| 6  | Monster Energy Yamaha MotoGP | 31       |      |     |     |      |     |     |      |     |     |     |      | WD  |     |     | 178 |
| 6  | Monster Energy Yamaha MotoGP | 46       | Ret  | 3   | 5   | 5    | 9   | 4   | Ret  | Ret | Ret |     |      | Ret | 12  | 12  | 178 |
| 7  | Red Bull KTM Tech3           | 27       | Ret  | Ret | Ret | 9    | 10  | 14  | Ret  | 14  | 15  | 14  | 9    |     | WD  |     | 152 |
| 7  | Red Bull KTM Tech3           | 82       |      |     |     |      |     |     |      |     |     |     |      |     |     | 17  | 152 |
| 7  | Red Bull KTM Tech3           | 88       | 8    | Ret | 6   | Ret  | 1   | 11  | 5    | Ret | 6   | 16  | 6    | 5   | 6   | 1PF | 152 |
| 8  | LCR Honda                    | 30       | 10   | 4   | 8   | 6    | 7   | 9   | 6    | 7   | 7   | 5   | RetP | 4   | Ret | 5   | 148 |
| 8  | LCR Honda                    | 35       | DNS  | 13  | 13  | 15   | 17  | DNS |      | 10  | Ret | 8   | 11   | Ret | 13  | 13  | 148 |
| 9  | Repsol Honda Team            | 6        |      |     | 18  | 17   | 18  | 18  | DNS  | 17  | 8   | 17  | 12   | 12  | 14  | 7   | 101 |
| 9  | Repsol Honda Team            | 73       | 12   | 8   | 15  | 14   | 16  | 17  | 7    | 13  | 2   | 2   | Ret  | Ret | 16  | 9   | 101 |
| 9  | Repsol Honda Team            | 93       | RetF | DNS |     |      |     |     |      |     |     |     |      |     |     |     | 101 |
| 10 | Esponsorama Racing           | 5        | 11   | 9   | 3P  | Ret  | 14  | 15  | 11   | Ret | 5F  | 10  | 5    | 9   | Ret | 10  | 87  |
| 10 | Esponsorama Racing           | 53       | 14   | 11  | 16  | 16   | 21  | Ret | Ret  | 15  | Ret | 20  | 14   | Ret | 17  | 18  | 87  |
| 11 | Aprilia Racing Team Gresini  | 32       |      |     |     |      |     |     |      |     |     |     |      | Ret | 18  | Ret | 54  |
| 11 | Aprilia Racing Team Gresini  | 38       | 15   | 12  | 17  | 13   | 19  | 19  | 13   | 16  | Ret | 19  | 15   |     |     |     | 54  |
| 11 | Aprilia Racing Team Gresini  | 41       | Ret  | Ret | 10  | 11   | 12  | 13  | Ret  | 12  | 14  | 13  | Ret  | Ret | 9   | 8   | 54  |
| #  | Equipa                       | Moto No. | ESP  | ANC | CZE | AUT  | STY | SMR | EMI  | CAT | FRA | ARA | TER  | EUR | VAL | POR | Pts |

## Moto2

### Pilotos e Equipas
| Equipe | Construtor | Moto  | Nº           | Piloto                | Rodadas     |
| --- | ---------- | ----- | ------------ | --------------------- | ----------- |
| American Racing Tennor American Racing                                                                             | Kalex      | Moto2 | 16           | Joe Roberts           | Todas       |
| American Racing Tennor American Racing                                                                             | Kalex      | Moto2 | 42           | Marcos Ramírez        | Todas       |
| EG 0,0 Marc VDS | Kalex      | Moto2 | 22           | Sam Lowes             | Todas       |
| EG 0,0 Marc VDS | Kalex      | Moto2 | 37           | Augusto Fernández     | Todas       |
| Federal Oil Gresini Moto2                                                                                          | Kalex      | Moto2 | 11           | Nicolò Bulega         | Todas       |
| Federal Oil Gresini Moto2                                                                                          | Kalex      | Moto2 | 57           | Edgar Pons            | Todas       |
| Flexbox HP40 | Kalex      | Moto2 | 7            | Lorenzo Baldassarri   | Todas       |
| Flexbox HP40 | Kalex      | Moto2 | 40           | Héctor Garzó          | Todas       |
| Idemitsu Honda Team Asia                                                                                           | Kalex      | Moto2 | 27           | Andi Farid Izdihar    | Todas       |
| Idemitsu Honda Team Asia                                                                                           | Kalex      | Moto2 | 35           | Somkiat Chantra       | Todas       |
| Italtrans Racing Team                                                                                              | Kalex      | Moto2 | 19           | Lorenzo Dalla Porta   | Todas       |
| Italtrans Racing Team                                                                                              | Kalex      | Moto2 | 33           | Enea Bastianini       | Todas       |
| Liqui Moly Intact GP                                                                                               | Kalex      | Moto2 | 12           | Thomas Lüthi          | Todas       |
| Liqui Moly Intact GP                                                                                               | Kalex      | Moto2 | 23           | Marcel Schrötter      | Todas       |
| Onexox TKKR SAG Team                                                                                               | Kalex      | Moto2 |              |                       |             |
| 87 | Kalex      | Moto2 | Remy Gardner | 1–7, 9–15             |             |
| 99 | Kalex      | Moto2 | Kasma Daniel | Todas                 |             |
| Petronas Sprinta Racing                                                                                            | Kalex      | Moto2 | 96           | Jake Dixon            | 1–13        |
| Petronas Sprinta Racing                                                                                            | Kalex      | Moto2 | 97           | Xavi Vierge           | Todas       |
| Red Bull KTM Ajo                                                                                                   | Kalex      | Moto2 | 45           | Tetsuta Nagashima     | Todas       |
| Red Bull KTM Ajo                                                                                                   | Kalex      | Moto2 | 54           | Mattia Pasini         | 8           |
| Red Bull KTM Ajo                                                                                                   | Kalex      | Moto2 | 88           | Jorge Martín          | 1–6, 9–13   |
| SKY Racing Team VR46                                                                                               | Kalex      | Moto2 | 10           | Luca Marini           | Todas       |
| SKY Racing Team VR46                                                                                               | Kalex      | Moto2 | 72           | Marco Bezzecchi       | Todas       |
| MV Agusta Forward Racing                                                                                           | MV Agusta  | F2    | 24           | Simone Corsi          | Todas       |
| MV Agusta Forward Racing                                                                                           | MV Agusta  | F2    | 62           | Stefano Manzi         | Todas       |
| NTS RW Racing GP                                                                                                   | NTS        | NH7   | 2            | Jesko Raffin          | 1–3, 7      |
| NTS RW Racing GP                                                                                                   | NTS        | NH7   | 64           | Bo Bendsneyder        | Todas       |
| NTS RW Racing GP                                                                                                   | NTS        | NH7   | 74           | Piotr Biesiekirski    | 8–14        |
| NTS RW Racing GP                                                                                                   | NTS        | NH7   | 77           | Dominique Aegerter    | 4–6, 15     |
| Aspar Team Inde Aspar Team Moto2 Openbank Aspar Team Moto2 Oceanica Aspar Team Moto2 Kipin Energy Aspar Team Moto2 | Speed Up   | SF20T | 5            | Alejandro Medina      | 6           |
| Aspar Team Inde Aspar Team Moto2 Openbank Aspar Team Moto2 Oceanica Aspar Team Moto2 Kipin Energy Aspar Team Moto2 | Speed Up   | SF20T | 18           | Xavier Cardelús       | 11–12       |
| Aspar Team Inde Aspar Team Moto2 Openbank Aspar Team Moto2 Oceanica Aspar Team Moto2 Kipin Energy Aspar Team Moto2 | Speed Up   | SF20T | 44           | Arón Canet            | 1–10, 13–15 |
| Aspar Team Inde Aspar Team Moto2 Openbank Aspar Team Moto2 Oceanica Aspar Team Moto2 Kipin Energy Aspar Team Moto2 | Speed Up   | SF20T | 55           | Hafizh Syahrin        | 1–5, 7–15   |
| Beta Tools Speed Up HDR Heidrun Speed Up MB Conveyors Speed Up +Ego Speed Up Termozeta Speed Up                    | Speed Up   | SF20T | 9            | Jorge Navarro         | Todas       |
| Beta Tools Speed Up HDR Heidrun Speed Up MB Conveyors Speed Up +Ego Speed Up Termozeta Speed Up                    | Speed Up   | SF20T | 21           | Fabio Di Giannantonio | Todas       |

| Legenda             |
| ------------------- |
| Piloto da Temporada |
| Piloto Convidado    |
| Piloto Substituto   |

### Classificação de pilotos
Sistema de Pontuação
São atribuídos pontos aos 15 pilotos mais bem classificados que terminem a corrida.
| Posição | 1° | 2° | 3° | 4° | 5° | 6° | 7° | 8° | 9° | 10° | 11° | 12° | 13° | 14° | 15° |
| Pontos  | 25 | 20 | 16 | 13 | 11 | 10 | 9  | 8  | 7  | 6   | 5   | 4   | 3   | 2   | 1   |